# Krossøya
Krossøya est une île norvégienne dans le comté de Hordaland. Elle appartient administrativement à Austevoll.

## Géographie
Rocheuse et couverte d'arbres, elle s'étend sur environ 1,133 km de longueur pour une largeur approximative de 556 m. Elle compte environ dix habitations. 